# Georgios Hatziioannidis
Georgios Hatziioannidis (n. 22 februarie 1952, Kentau⁠(d), RSS Kazahă, URSS) este un luptător ce a reprezentat Grecia, medaliat olimpic. A participat la 3 ediții ale Jocurilor Olimpice (1972, 1976, 1980) în care a câștigat o medalie de bronz.